# George Philip Bradley Roberts
George Philip Bradley Roberts, britanski general, * 5. november 1906, † 5. november 1997.